# Секс та сексуальність у фантастиці
Сексуальні теми часто використовуються в науковій фантастиці або суміжних жанрах. Такі елементи можуть включати в себе зображення реалістичних сексуальних взаємодій в науково-фантастичному світі, головного героя з альтернативною сексуальною ідентичністю або дослідження різновидів сексуального досвіду, що відхиляються від найбільш поширених в реальному світі.
Протягом історії літератури, в зображенні сексуальності і статі фантастика і фентезі іноді були більш обмежені, ніж нежанрові твори. Однак, спекулятивна белетристика пропонує свободу уявлення суспільств, що відрізняються від культур реального життя, що робить її гострим інструментом вивчення сексуальної орієнтації і змушує читача переглянути його культурні припущення.
До 1960-х років відверта сексуальність будь-якого роду була не характерною для жанру фантастики. У 1960-х роках фантастика і фентезі почали відзеркалювати зміни, продиктовані рухом за цивільні права та виходом на світло контркультури. Автори Нової хвилі і феміністичної наукової фантастики зображували культури, в яких різні гендерні моделі і атипові сексуальні відносини є нормою, а описи статевих актів та альтернативних сексуальностей стали звичайним явищем.
Існує також науково-фантастична еротика, яка досліджує сексуальність і зображення тем, спрямованих на стимулювання збудження.

## Критичний аналіз
Як жанри популярної літератури, наукова фантастика і фентезі часто здаються навіть більш обмежена, чим не-жанрова література, за рахунок їх усталених прийомів зображень персонажів і впливу, які ці прийоми мають на зображення сексуальності і статі. Фантастика, зокрема, традиційно була пуританським жанром, орієнтованим на читачів-чоловіків. У науковій фантастиці і жахах секс часто пов'язаний з відразою, а у фентезі в основному уникали сюжетів, заснованих на сексуальних відносинах. З іншого боку, наукова фантастика і фентезі можуть також пропонувати більше свободи, ніж нежанрова література, щоб уявити альтернативи вкоріненим припущенням гетеросексуальності і чоловічої переваги, які характерні для багатьох культур.
У спекулятивній белетристиці, екстраполяція дозволяє авторам зосередитися не на тому, яким стан речей є (або був), як же робить нежанрова література, а на тому, як могло б бути інакше. Це забезпечує наукову фантастику з якістю, яку Дарко Сувін назвав «когнітивним одивненням»: визнанням того, що те, що ми читаємо, це не той світ, як ми його знаємо, а світ, відмінність якого змушує нас переглянути наш власний світ з точки зору стороннього спостерігача. Коли екстраполяція передбачає сексуальність або стать, вона може змусити читача переглянути його або її гетеронормативні культурні уявлення; свобода уявляти суспільства, відмінні від культур реального життя культур робить фантастику гострим інструментом вивчення сексуальних орієнтацій. В науковій фантастиці, такі риси одивнення включають в себе технології, які істотно змінюють секс або розмноження. У фентезі до них належать персонажі (наприклад, міфологічні боги і героїчні архетипи), які не обмежені вкоріненими уявленнями людської сексуальності і статі, що дозволяє їм бути переосмисленими. Наукова фантастика також зображувала безліч чужорідних способів розмноження і сексу.
«Уранічіні світи» (англ. Uranian Worlds) авторства Еріка Гарбера і Лін Палео — це авторитетне керівництво до науково-фантастичної літератури з участю геїв, лесбійок, трансгендерів, та суміжних тем. У книзі розповідається про науково-фантастичну літературу, опубліковану до 1990 року (2-е видання), забезпечуючи короткий огляд і коментар щодо кожної праці.

### Теми, які досліджуються
Деякі теми, які розглядаються в науковій фантастиці і фентезі, включають:
- секс з інопланетянами, машинами і роботами;
- репродуктивні технології, включаючи клонування, штучні чрева, партеногенез та генну інженерію
- сексуальну рівність чоловіків і жінок;
- суспільства, в яких переважають чоловіки чи жінки, у тому числі світи, де існує лише одна стать;
- поліаморію;
- зміну гендерних ролей;
- гомосексуальність і бісексуальність;
- андрогінність і зміну статі;
- секс у віртуальній реальності;
- інші досягнення в області технологій сексуального задоволення;
- асексуальність
- чоловічу вагітність[6][7][8];
- сексуальні табу і моральність;
- секс у невагомості;
- протизаплідні й інші, більш радикальні заходи запобігання перенаселенню.

## Науково-фантастична література

### Передісторія фантастики

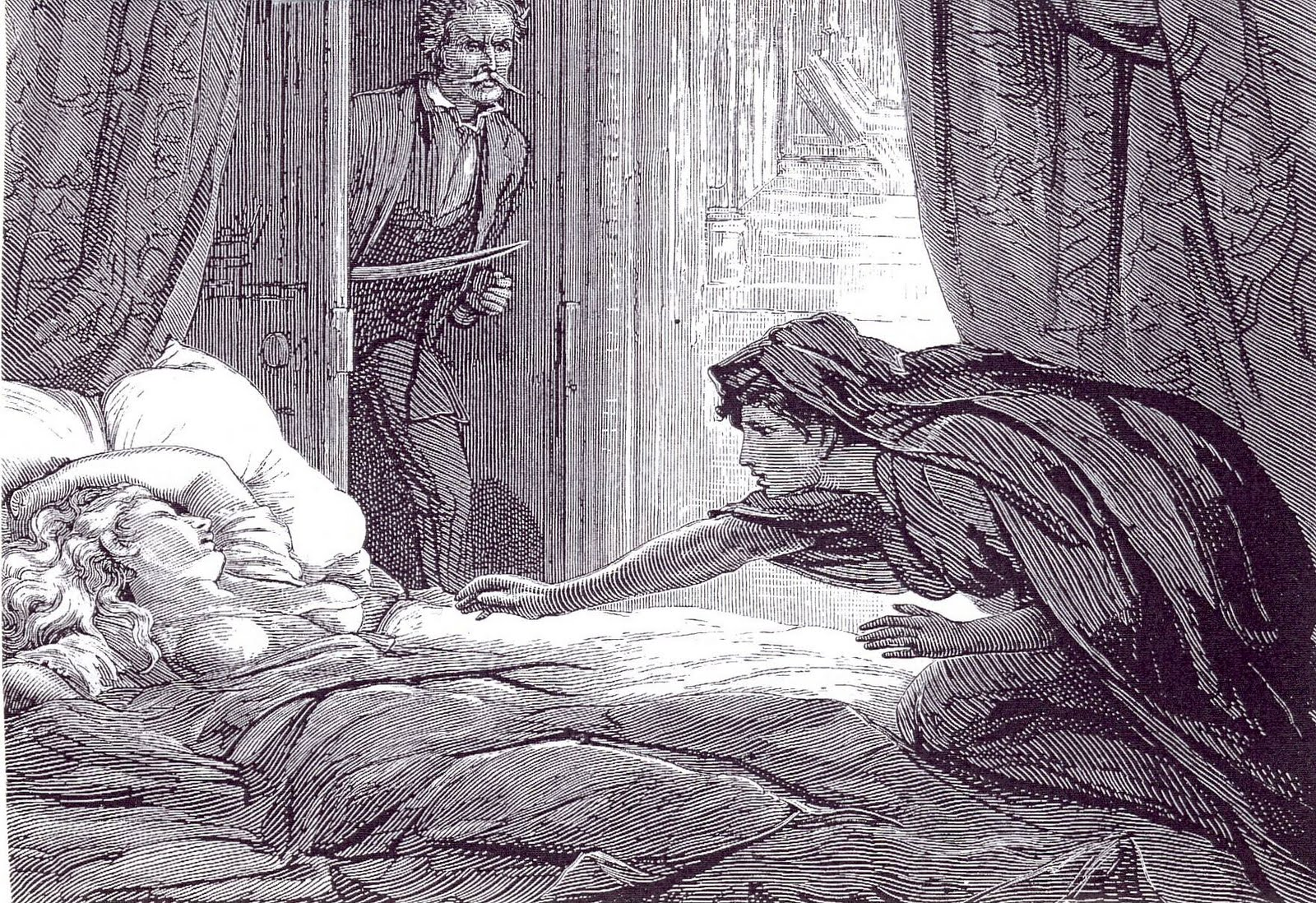
Ілюстрації Д. Н. Фрістон, які супроводжували перше видання лесбійського вампірського роману «Кармілла» у журналі «The Dark Blue» 1872 р.

«Правдива історія», оповідь грецькою мовою ассирійського письменника Лукіана (120—185 н. е..), називають першим в історії науково-фантастичним твором. Людину, від імені якої ведеться розповідь, раптом підхоплює тайфун і закидає на Місяць, який заселений суспільством чоловіків, які воюють з Сонцем. Після того, як герой героїчно поводить себе в бою, король віддає йому свого сина, принца, у шлюб. Повністю чоловіче суспільство відтворюється (лише діти чоловічої статі) народженням дітей зі стегна або вирощуючи дитину з рослини, яка виростає після посадки лівого яєчка в місячний ґрунт.
В інших протофантастичних творах, секс (будь-якого типу) був прирівняний до ницих бажань або «звірячості», наприклад у «Мандрах Гуллівера» (1726), які протиставляють анімалістичних і відверто сексуальних єху стриманим і розумним гуїгнгнмам. Ранні роботи часто зображували сексуально вільних персонажів морально нечистими, напр. перша лесбійський вампірська розповідь «Кармілла» (1872) авторства Шерідан Ле Фану.
Утопічний роман 1915 року «Їїзем'я» (англ. Herland) авторства Шарлотти Перкінс Гілман зображує візит трьох чоловіків до повністю жіночого суспільства, в якому жінки розмножуються шляхом партеногенезу.

### Епоха «палп-фікшн» (1920-30-ті)
В епоху Pulp-журналів явна сексуальність будь-якого роду була не характерна для наукової фантастики і фентезі. Відверте поводження з сексуальними темами ранішої літератури було відкинуто. Протягом багатьох років, редактори, які контролювали те, що буде опубліковано, відчували, що вони повинні захищати свій основний ринок читачів — хлопців-підлітків. Хоча на обкладинках деяких журналів 1930-х років напівроздягненим жінкам загрожують щупальці інопланетян, обкладинки часто були більш відверті, ніж зміст журналів. Натяк або прихована сексуальність була так само важлива, як та, що була відкрито показана. У цьому сенсі, наукова фантастика відображала суспільну мораль того часу, паралюючи поширені упередження; це найбільш вірно для «палп-фікшн» ніж для літературних творів того часу.
Олдос Гакслі в антиутопії «Прекрасний новий світ» (1932) зображує, що природне відтворення було скасовано, натомість людські ембріони штучно вирощуються і виховуються в «інкубаторах і виховних центрах». Рекреаційний секс пропагується, часто як груповий, а шлюб, вагітність, природні пологи і батьківство вважається занадто вульгарним, щоб бути згаданим у ввічливій розмові.
Одним з найбільш ранніх прикладів жанру наукової фантастики, який включає в себе велику кількість нетрадиційної сексуальної активності, є  «Дивацький Джон» (англ. Odd John, 1935) Олафа Стейплдона. Джон — мутант з неабиякими розумовими здібностями, який не дозволяє собі бути пов'язаним багатьма правилами рядового британського суспільства свого часу. Роман прозоро натякає, що він має статевий акт з матір'ю за обопільною згодою і що він спокушає старшого хлопчика, який стає йому відданим, але одночасно страждає від тиску, який такі відносини чинять на його власну мораль. Джон врешті-решт приходить до висновку, що будь-яка сексуальна взаємодія з «нормальними» людьми схожа на зоофілію.

### «Золотий вік» (1940–50-ті)
Коли вік читачів наукової фантастики і фентезі почав зростати у 1950-х роках, автори отримали змогу ввести більш явну сексуальність у свої твори.
Філіп Хосе Фармер написав «Коханці» (англ. The Lovers, 1952), можливо, першу науково-фантастичну розповідь, в якій секс є головною темою, і «Дивні відносини» (англ. Strange Relations, 1960), збірку з п'яти історій про сексуальні стосунки людей і інопланетян. У своєму романі «Плоть» (англ. Flesh, 1960), гіпермаскулінний рогатий чоловій рогатого людини ритуально запліднює легіони дів у цілях протидії зниженню чоловічої фертильності.
Теодор Стерджон написав багато творів, які підкреслили важливість любові незалежно від соціальних норм, таких як «Світ добре втрачений» (англ. The World Well Lost, 1953), класичну історію за участю інопланетної гомосексуальності, і роман «Венера плюс Х» (англ. Venus Plus X, 1960), в якому сучасна людина пробуджується у футуристичному світі, де всі люди — гермафродити.
Оповідання Роберта Гайнлайна про подорож у часі «Всі ви — зомбі» (1959) описує молоду людину (яка пізніше виявляється інтерсексуалом), перенесену назад у часі й обманом вимушену запліднити себе молодшого, жінку до зміни статі. Він таким чином виявляється породженням цього союзу, з парадоксальним результатом, що він собі і рідна матір, і батько.
Пол Андерсон у романі 1959 р. «Планета дів» (англ. Virgin Planet) прямо торкається гомосексуальності і поліаморії у виключно жіночому світі. Вигин сюжету полягає в тому, що головний герой — єдиний чоловік у світі жінок, і хоча досить багато з них зацікавлені в сексі з ним, він так і не трапляється протягом його перебування на планеті.
Дзеркальне зображення було представлене Бертрамом Чендлером у «Спартанській планеті» (англ. Spartan Planet, 1969), виключно чоловічому світі, де гомосексуальні відносини — це нормальні (і єдині) сексуальні відносини. У центрі сюжету — вибухові соціальні потрясіння, коли планету виявляє космічний корабель, екіпаж якого включає як чоловіків, так і жінок.
До кінця 1960-х років, лише кілька інших письменників зображали альтернативну сексуальність або переглядали гендерних ролей, чи відкрито досліджували сексуальні питання.

### Нова хвиля (1960-70-ті)
Наприкінці 1960-х років, фантастика і фентезі почала відзеркалювати зміни, продиктовані рухом за громадянські права і виникненням контркультури. У жанрах, ці зміни були включені в рух під назвою «Нова хвиля», який був більш скептичним до технології, більш розкутими соціально і більше зацікавленим в стилістичних експериментах. Нова хвиля письменників була більш схильна стверджувати інтерес до «внутрішніх просторів» замість космічного простору. Вони були менш сором'язливі щодо відвертої сексуальності і більше симпатизували переосмисленню гендерних ролей і соціального статусу сексуальних меншин. До відомих авторів, які часто писали на сексуальні теми, належали  Джоанна Расс, Томас М. Діш, Джон Варлі, Джеймс Тіптрі-молодший і Семюел Ділейні. Під впливом редакторів і авторів Нової хвилі, таких як Майкл Муркок (редактор впливового журналу «New Worlds») і Урсула Ле Ґуїн, прихильні зображення альтернативної сексуальності і статі почали збільшуватись у науковій фантастиці і фантазії та стали буденними.
Твори Роберта Гайнлайна «Чужинець на чужині» (1961) і «Місяць — суворий господар» (англ. The Moon Is a Harsh Mistress, 1966) зображують гетеросексуальні групові шлюби і публічне оголення як бажані соціальні норми, а у його ж «Достатньо часу для любові» (англ. Time Enough for Love, 1973) головний герой активно доводить майбутню свободу гомосексуального сексу.
Коротке оповідання Семюела Ділейні, яке отримало премію Неб'юла, «Так, і Гоморра» (1967) показує кастрованих астронавтів, а потім зображує людей, які стали сексуально орієнтовані на них. Представляючи нову стать і сексуальну орієнтацію до неї, яка є її наслідком, історія дозволяє читачам замислитися про реальний світ, зберігаючи відстань. У своєму науково-фантастичному романі «Дхалгрен» (Dhalgren, 1975), Ділейні зображує багато персонажів різних сексуальностей. Секс не є головною темою роману, хоча він містить деякі з перших докладно описаних сцени гей-сексу у науковій фантастиці. Ділейні зображує, в основному, з любов'ю, персонажів з великою різноманітністю мотивів і поведінки, з ефектом розкриття для читача того факту, що такі люди існують в реальному світі. У більш пізніх роботах, Делані стирає межу між науковою фантастикою і гей-порнографією, і тому зіткнувся з опором видавництв та розповсюджувачів книг за своє ставлення до цих тем.
Урсула Ле Ґуїн досліджує радикально альтернативні форми сексуальності у «Ліва рука темряви» (1969) і знову у «Повнолітті в Кархайді» (англ. Coming of Age in Karhide, 1995), які уявляють сексуальність інопланетних «людський» видів, в якому люди не є ні «чоловіком», ні «жінкою», а проходять місячний статевий цикл, в якому вони випадково проявляють чоловічі і жіночі статеві органи і репродуктивну здатність; це робить їх в певному сенсі бісексуалами, а в іншому — андрогінами чи гермафродитами. Ле Гуїн написала про міркування власної роботи у двох есе, «Чи потрібна стать?» (англ. Is Gender Necessary?, 1976) і «Чи потрібна стать? Повернення» (англ. Is Gender Necessary? Redux, 1986), які відповідають на закиди феміністок і інших критиків «Лівої руки темряви». У цих есе вона дає зрозуміти, що припущення роману, що гетеніанці автоматично знаходять партнера протилежної статі до того, яким стають, спричинило ненавмисну гетеронормативність. Ле Гуїн згодом написала безліч оповідань, в яких розглядаються можливості, які наукова фантастика дає нетрадиційній сексуальності, такі, як сексуальний зв'язок між клонами у «Дев'ять життів» (1968) і шлюб між чотирма особами в «Гірських дорогах» (англ. Mountain Ways, 1996).
У романі 1972 р. «Навіть боги», Айзек Азімов описує інопланетну расу з трьома статями, і всі вони необхідні для статевого розмноження. Одна стать продукує форму сперми, інша стать забезпечує енергію, необхідну для розмноження, а представники третьої статі народжують і виховують потомство. Всі три статі включені до статевих і соціальних норм очікуваної і прийнятної поведінки. У цьому ж романі зображені небезпеки і проблеми сексу в невагомості, і хоча люди, народжені на Місяці, володіють цією технікою, люди з Землі — ні.
Аналогічно, Пол Андерсон у  «Трьох світах для завоювання» (англ. Three Worlds to Conquer) зображує схожих на кентаврів істот, що живуть на Юпітері, які мають три статі: жіночу, чоловічу та «напів-чоловічу». Для того, щоб зачати дитину, жінка повинна зайнятися сексом з чоловіком і напів-чоловіком протягом короткого часу один від одного. У суспільстві головного героя є стабільні, гармонійні родини з трьох людей, по суті, формалізований секс утрьох, з трьома партнерами на рівних один з одним. Індивід в цьому суспільстві відчуває сильну прихильність до всіх трьох батьків — матері, батька і напів-батька, які всі беруть участь у вихованні молоді. І навпаки, серед суворих загарбників, які загрожують знищити батьківщину і культуру головного героя, самці повністю домінують над самками та напів-самцями; останніх або вбивають при народженні, або тримають у підпорядкуванні для репродукції, що головний герой вважає варварством.
Автори феміністичної наукової фантастики уявляли культури, в яких гомо — та бісексуальна орієнтація та різні гендерні моделі є нормою. Коротке оповідання  Джоанни Расс, який був нагороджений декількома преміями, «Коли все змінилося» (1972), зображує виключно жіноче лесбі-суспільство, яке процвітало без чоловіків, та її роман «Жіночий чоловік» (англ. The Female Man, 1975), були надзвичайно впливовими. Расс була значною мірою відповідальна за внесення радикального лесбійського фемінізму в наукову фантастику.
Бісексуальна письменниця Еліс Бредлі Шелдон, яка використовувала псевдонім Джеймс Тіптрі-молодший, досліджувала сексуальні імпульси як основну тему. Деякі оповідання Тіптрі зображують людей, які стають сексуально одержимими інопланетянами, такі як «І я прокинувся і знайшов себе тут, на схилі холодного пагорбу» (англ. And I Awoke and Found Me Here on the Cold Hill's Side, 1972), або сексуальне насильство над інопланетянами. «Дівчина, яка була підключена» (англ. The Girl Who Was Plugged In, 1973) є раннім передвісником кіберпанку, що описує відносини за допомогою кібернетично-керованого організму. У її нагородженій преміями «Х'юстон, Х'юстон, чи вам зрозуміло?» (англ. Houston, Houston, Do You Read?, 1976), Тіптрі зображує виключно жіноче суспільство після вимирання чоловіків від хвороб. Суспільство не має стереотипно «чоловічих» проблем, таких як війни, але стагнує. Жінки розмножуються за допомогою клонування, і вважають чоловіків смішними.
Науково-фантастичний роман Елізабет А. Лінн «Інше світло» (англ. A Different Light, 1978) зображує одностатеві стосунки між двома чоловіками, і був натхненнями для американської ЛГБТ-мережі книжкових магазинів «A Different Light». Її ж серія романів «Хроніки Торнора» (англ. The Chronicles of Tornor ,1979-80), перший з яких виграв Всесвітню премію фентезі, був одним з перших фентезійних романів, який включав гей-відносини як нічим не примітну частину культурного фону. Лінн також писала романи, що зображували садомазохізм.
Джон Варлі, який також став відомим у 1970-х, є ще одним письменником, що розглядав сексуальні теми в творчості. У його серії повістей і романів «Вісім світів», людство досягло можливості зміни статі за натхненням. Гомофобія показується як така, що спочатку блокує поширення цієї технології, бо вона породжує різкі зміни у стосунках; при цьому бісексуальність стає режимом за замовчуванням для суспільства. Його ж «Трилогія Геї» (1979—1984) має лесбі-персонажів.
Жіночі персонажі в фантастичних фільмах, таких, як «Барбарелла» (1968), продовжували, як і раніше, зображувати як простих «сексуальних кішечок».

### Сучасна наукова фантастика (після Нової хвилі)
Посунувши кордони в 1960-х і 1970-х роках, секс в жанрі наукової фантастики отримав ширше визнання, і часто рутинно включався в іншому звичайні науково-фантастичні оповідання.
Відоме оповідання  Октавії Е.Батлер  «Дитина по крові» (англ. Bloodchild, 1984), дія якого відбувається на іншій планеті, показує складні взаємини між людськими біженцями і схожими на комах інопланетянами, які тримають їх в заповіднику, щоб захистити їх та одночасно використовувати їх як носіїв для репродукції молодняка цих комах. Оповідання, яке іноді називають «історія про вагітного чоловіка», виграло премії Неб'юла, Г'юго і Локус. Інші роботи Батлер вивчають питання змішування рас, зґвалтування і гібридності.
Лоїс Макмастер Буджолд досліджує багато областей сексуальності в нагородженому кількома преміями циклі «Сага про Форкосіганів» (1986-теперішній час), дія якої відбувається у вигаданому Всесвіті, на який впливає наявність маткових реплікаторів та значної генної інженерії. Ці області включають повністю чоловіче суспільство, проміскуїтет, чернечий целібат, гермафродитизм і бісексуальність.
У нагородженому Міфоепічною премією романі «Гора єдинорогів» (англ. Unicorn Mountain, 1988), Майкл Бішоп включає гея, хворого на СНІД, до ретельно промальованих головних героїв, які повинні реагувати на спалахи вмираючих єдинорогів на своєму ранчо в Колорадо. Роман розглядає, в буквальному і переносному сенсі, смерть гедоністичної гей-культури і кампанію безпечного сексу в результаті епідемії СНІДу.
Дія «Сезону слави» (англ. Glory Season, 1993) Девіда Бріна відбувається на планеті Стратос, населеній видом людей, створених, щоб зачинати клонів взимку і нормальних дітей влітку. Всі клони є жіночими, тому що самці не можуть відтворювати себе індивідуально. Крім того, чоловіки і жінки мають протилежні сезони сексуальної сприйнятливості; жінок є сексуально сприйнятливі взимку, а чоловіки — влітку. (Цей незвичайний гетерогамний репродуктивний цикл, відомий як еволюційно вигідний для деяких видів попелиць.) Роман досліджує теми сепаратистського фемінізму і біологічного детермінізму.
Роман Елізабет Бір «Карнавал» (2006) знову звертається до тропу світу єдиної статі. В ньому пара геїв послів-шпигунів намагаються проникнути і підірвати переважно лесбійську цивілізацію нової Амазонії, чиї матріархальні правила майже поработили їх чоловіків.
Сюжет «Тамірської тріади» (англ. The Tamír Triad) Лінн Флевеллін має великий транссексуальний елемент. На початку головний герой, Принц Тобін, по всій ймовірності, чоловік — в його власному сприйнятті, так і в сприйнятті інших. Хлопчики, які купалися голими разом з Тобіном, не мають підстав сумніватися в його чоловічій анатомії. Однак, з магічних причин, які є важливою частиною сюжету, в базовій, важливій ідентичності Тобін завжди був прихованою дівчиною. У катаклізмічній сцені магічної зміни це стає очевидним фізичним фактом, і Принц Тобін стає Королевою Тамір, скинувши чоловіче тіло і отримавши повністю функціонуюче жіноче. Однак, Тамір потрібен значний час і зусилля, щоб змиритися з її жіночою сексуальністю.
У 2020 році в Москві опублікований роман-антиутопія Рафаеля Гругмана «Запретная любовь. Forbidden Love» [Архівовано 23 вересня 2020 у Wayback Machine.], в якому описаний світ, у якому дозволені тільки одностатеві шлюби; різностатеві шлюби та інтимні стосунки між чоловіком і жінкою заборонені, світова історія і класичні твори світової літератури фальсифіковані, підтримуючи ідеологію гомосексуального світу. Вперше роман опублікований англійською мовою в США у 2008 році під назвою Nontraditional Love
«Lateral Magazine», «Свобода жанру: сексуальність у спекулятивній фантастиці»: «В іншому твіст сучасного суспільства» Nontraditional Love  https://en.wikipedia.org/wiki/Nontraditional_Love [Архівовано 12 квітня 2017 у Wayback Machine.] Рафаель Гругман (2008) об'єднує перемогу — суспільство, де гетеросексуальність поза законом, і гомосексуальність є нормою. «Традиційна» сімейна одиниця складається з двох батьків із сурогатною матір'ю. Крім того, дві матері, один з яких виховує дитину. Ця країна є однією країною, яка є прогресивною, щоб забезпечити протилежний сексуальний шлюб. Це, мабуть, найбільш очевидний приклад когнітивного відчуження. Це ставить читача у позу пригноблених шляхом моделювання цілого світу протилежностей навколо досить «звичайного» щоденного гетеросексуального героя. Гетеросексуальний читач не тільки зможе ототожнювати себе з головним героєм, але бути зануреним у світ як гнітючий і фанатичний, як справжній світ був для гомосексуалів і чудової спільноти протягом історії.